# Ortely a milosti
Ortely a milosti je básnická sbírka Oldřicha Mikuláška. Byla vydána v roce 1958 a obsahuje verše z let 1946-1958. Celá sbírka je rozdělena na tři části: oddíl Ortely, který obsahuje třináct básní, oddíl Milosti, který obsahuje čtrnáct básní a oddíl Tance, který obsahuje sedm básní. Sbírka obsahuje ještě úvodní báseň Havrani a poslední báseň Co člověk má, které nepatří do žádného z oddílů.

## Popis díla
Mikuláškova tvorba z padesátých let je dosti nesourodá a dá se jen těžko charakterizovat. Tato sbírka vznikala zároveň se sbírkami Pulsy, Horoucí zpěvy a Divoké kačeny. O rok dříve než Ortely a milosti byla ještě vydána poéma Krajem táhne prašivec, v níž jsou dvě linie, kdy jedna naplňuje dobu, ve které autor musel žít a publikoval, a druhá tvoří autorskou tvorbu, kdy nastalo období pro vlastní díla, ničím neomezená a Mikulášek mohl publikovat.
Sbírka Ortely a milosti patří k nejvýznamnějších dílům Mikuláškovy literární činnosti, není to jen pokračování jeho dřívější tvorby. Důležitost vyčteme i z názvu sbírky, kdy počáteční písmena názvu se shodují s počátečními písmeny jména autora. Ortel vysloví básník nad mechanizací života a lhostejnosti, milost naopak autor vyslovuje čisté životní aktivitě. Navíc se k milostem se dostaneme jen přes ortely. Sám autor tvrdí, „že píše poezii jako vzpouru proti netečnosti a automatičnosti v člověku.“
Básník se snaží zachytit skutečnost, jak je nestálá a plná pohybu. Autor ve svých básních používá času minulého, přítomného i budoucího. Stejně tak volí způsob oznamovací, rozkazovací i podmiňovací. Tím, jak se ta situace mění, mění autor i vyjádření času. V této snaze Mikuláškovi pomáhají jím vytvořené prostředky jako jsou vlastní používání sloves, dlouhých souvětí a větných celků. Používá takové jazykové prostředky, které jeho básně zbavují harmonie. Básně jsou totiž založeny na protikladech smutku, smrti a lásky, v ohledu na tuto skutečnost Mikulášek užívá poetismy, neologismy, nářečí i hovorové výrazy. V jeho básních najdeme také anaforu, která se vrací k hlavní osnově básně. Dalším zajímavým znakem Mikuláškových děl je pomlčka. K nalezení je v drtivé většině Mikuláškových básní ve sbírce, většinou ne pouze jednou. Rozděluje tímto svoji báseň na části, jedna navozuje situaci, je to jistý úvod a druhá část již vysvětluje pointu, překvapivý závěr básně. Mikuláškovy básně jsou příběhy jednotlivce a jeho osudu. Skutečný život se  neodehrává jen v jednom prostoru, proto básník používá motivy interiéru i exteriéru. Rovněž pracuje s detaily, všímá si jich a zahrnuje do svých básní.
Ve sbírce Ortely a milosti mírně stoupá počet veršů v jednotlivých celcích i v jednotlivých slokách. V této sbírce člení básně hlavně větné celky, které tvoří menší počet slok, ale autor je rozčlenil do více veršů. Mikulášek je značně kreativní co se týká stavby jeho básní. Nepoužíval šablonovitě jednu nebo dvě formy pro strukturu svého díla, ale každá báseň je originálem, jak do formy, tak do obsahu. Sbírkou také prochází motiv srdce, i když většinou ono srdce trpí. Srdcem vyjadřuje skutečný orgán, symbol lásky a citu, symbol celého těla i symbol života.
V díle Oldřicha Mikuláška jsou básně, která navozují a vyvolávají a pojednávají o tom horším, co může člověka v životě potkat, autor mluví o trýzni, samotě, ubližování, smutku, bolesti, smrti, hrobech a hřbitovech. Ony šťastnější chvilky a pocity štěstí, lásky, radosti a oslav se nacházejí v díle mnohem méně často.
Celou knihou Mikuláškových básní prostupuje krev. Pro autora má krev význam života. Nikdo nemá život darovaný, za život se platí, podle Mikuláška přímo krví. Pokud však autor v básni nemluví přímo o krvi, použije výraz, který onu krev evokuje.